# The Outpost
The Outpost (La fortaleza en España) es una serie de televisión estadounidense de fantasía y drama de aventuras, adquirida por The CW, que se estrenó el 10 de julio de 2018.  Fue producida por los canales internacionales de Syfy para transmisión internacional. La serie se renovó para una tercera temporada en octubre de 2019, que se estrenó el 8 de octubre de 2020. Antes del estreno de la tercera temporada, la serie se retomó para 13 episodios adicionales. En septiembre de 2021, la serie fue cancelada después de cuatro temporadas y concluyó el 7 de octubre de 2021.

## Trama
The Outpost sigue a Talon, la única superviviente de una raza llamada  Blackbloods. Años después de que una banda de brutales mercenarios destruyera toda su aldea, Talon viaja a una fortaleza sin ley en el borde del mundo civilizado, mientras rastrea a los asesinos de su familia. En su viaje a este puesto de avanzada, Talon descubre que posee un poder sobrenatural extraordinario y misterioso que debe aprender a controlar para salvarse y defender al mundo contra un dictador religioso fanático".

## Personajes

### Principal
- Jessica Green como Talon[1]
- Jake Stormoen[1] como Capitán Garret Spears
- Imogen Waterhouse[1] como Lady Gwynn Calkussar/Princesa Rosmund (temporadas 1-3)
- Anand Desai-Barochia[1] como Janzo
- Andrew Howard[1] como Gate Marshal Cedric Wythers (temporadas 1-2)
- Robyn Malcolm[1] como Elinor / the Mistress (temporadas 1-2)
- Kevin McNally[10] como The Smith (temporada 1)
- Aaron Fontaine como Tobin (temporadas 2-4)
- Glynis Barber como Gertrusha (temporadas 2-3)
- Reece Ritchie como Zed (temporadas 3-4; temporada recurrente 2)
- Izuka Hoyle como Wren (temporadas 3-4)
- Jaye Griffiths como Yavalla (temporada 3)
- Adam Johnson como Munt (temporadas 3-4; temporadas recurrentes 1-2)
- Georgia May Foote como Falista (temporadas 3-4)

## Antagonistas
- Charan Prabhakar como Danno (temporada 1)
- Philip Brodie como el embajador Everit Dred (temporadas 1-2)
- Thor Knai como Kell (temporada 1)
- Cokey Falkow como Tiberion Shek (temporada 1)
- Michael Flynn como el general Cornelius Calkussar (temporada 1)
- Elizabeth Birkner como Ilyin (también conocido como The Dragman) (temporadas 1-2)
- Sonalii Castillo como Essa Khan (temporadas 1-2)
- Medalion Rahimi (temporada 1) y Amita Suman (temporada 2, 4) como Naya
- Lilli Hollunder como Rebb (temporada 2)
- Jelena Gavrilović como Sana (temporada 2)
- Andreja Maricic como Uno (de los Tres) (temporada 2)
- Jelena Stupljanin como dos (de los tres) (temporadas 2-4)
- Eilian Wyn-Jones como Three (of the Three) (temporadas 2-4)
- Dragan Mićanović como Capitán Orlick (temporada 2-3)
- James Downie como Sammy/Alton (temporadas 2-3)
- Patrick Lyster como Capitán Calkussar (temporada 2-3)
- Tiana Upcheva como Warlita (temporadas 2-4)
- Tamara Aleksić como Liecia (temporada 3) y Janya (temporada 4)
- Nikki Leigh Scott como Vorta (temporadas 3-4)
- Milos Vojnovic como Tera (temporadas 3-4)
- Maeve Courtier-Lilley como Luna (temporada 4)
- Tamara Radovanović como Nedra (temporada 4)
- Pavle Jerinic como 313/Marvyn (temporada 4)
- Jovana Miletic como Levare (temporada 4)
- Srdjan Timarov como Kultor (temporada 4)
- Jovan Jovanovic como Golu (temporada 4)
- Gerard Miller como Aster (temporada 4)

## Producción y transmisión
Syfy International dio luz verde a la serie para una primera temporada de 10 episodios el 16 de enero de 2018. El 7 de marzo de 2018, The CW retomó la serie para su transmisión en los Estados Unidos.  Fue filmada en Utah entre enero y mayo de 2018.
En octubre de 2018, The CW renovó The Outpost para una segunda temporada, que se estrenó el 11 de julio de 2019. La producción de la segunda temporada comenzó en enero de 2019, y la producción de la serie se mudó a Serbia. The CW renovó la serie para una tercera temporada en octubre de 2019, que se estrenó el 8 de octubre de 2020. En marzo de 2020, Stormoen anunció que la producción de The Outpost se había cerrado durante la filmación. de los episodios sexto y séptimo de la temporada debido a la pandemia de COVID-19. El 8 de junio de 2020, se informó que la producción reanudaría la filmación de la tercera temporada en Serbia el 12 de junio de 2020.
El 7 de octubre de 2020, antes del estreno de la tercera temporada, The CW recogió 13 episodios adicionales de la serie.  En mayo de 2021, se informó que The Outpost volvería a transmitirse en The CW el 15 de julio de 2021.
El 15 de septiembre de 2021, The CW canceló la serie después de cuatro temporadas y está programada para concluir el 7 de octubre de 2021.

## Recepción
El sitio web de agregación de reseñas Rotten Tomatoes informa una puntuación del 50% para la serie, con una calificación promedio de 4.67/10, basada en 10 reseñas. El consenso crítico del sitio web dice: "Una fantasía de peso pluma con algunas características atractivas, los placeres potenciales de The Outpost no pueden superar su diseño de producción de apariencia barata". En Metacritic , la serie tiene una puntuación de 39 sobre 100, basada en 5 críticos, lo que indica "críticas generalmente desfavorables"
En su reseña del estreno, Daniel Fienberg de The Hollywood Reporter consideró que la serie parecía "barata" para una serie de cadena de transmisión y agregó que "demasiado del piloto de The Outpost es gente hablando sobre las cosas que el presupuesto no puede hacer show."   Josh Bell de CBR criticó de manera similar los valores de producción de la serie, pero también su uso de "clichés y artilugios" de fantasía en el episodio piloto. Varios críticos compararon The Outpost desfavorablemente con otras series de fantasía, como Juego de tronos , El señor de los anillos y Xena: la princesa guerrera.